# Craig Clevenger
Craig Clevenger (Dallas, 1964) è uno scrittore statunitense, autore di romanzi neo-noir.

## Biografia
Nato nel 1964 a Dallas, in Texas, ha studiato letteratura inglese presso la California State University di Long Beach. Dopo aver lavorato lungamente nel settore high-tech, ha deciso di dedicarsi a tempo pieno alla scrittura. Vive a San Francisco, in California, dopo aver soggiornato nel Regno Unito e in Bolivia. È autore di tre romanzi: Il manuale del contorsionista, Fatto da Dio e Mother Howl. Quest'ultimo, basato su un suo precedente racconto (The Fade), è stato adattato nel 2015 in un cortometraggio diretto dal regista Scott Krinsky.
Clevenger ha elencato, tra i suoi autori di riferimento, Jim Thompson, James M. Cain, Edgar Allan Poe, Italo Calvino, Kōbō Abe, Steve Erickson, Mark Z. Danielewski, James Ellroy e John O'Brien. Per la qualità dei suoi testi ha ricevuto elogi da Chuck Palahniuk e Irvine Welsh.
Il manuale del contorsionista è il romanzo d'esordio di Craig Clevenger, edito nel 2002. Tradotto in cinque lingue (tedesco, italiano, polacco, spagnolo e portoghese), è stato pubblicato in Italia dalla Mondadori nel 2005. I diritti cinematografici sono stati acquistati nel 2007 dalla Greenestreet Films. 
Nel 2005, la casa editrice MacAdam/Cage pubblicò il suo secondo romanzo dal titolo Dermaphoria, tradotto in italiano come Fatto da Dio. Dal romanzo è stato tratto l'omonimo film, diretto da Ross Clarke nel 2014. Nel 2023, ha pubblicato il suo terzo romanzo, Mother Howl, edito dalla casa editrice Angry Robot.

## Opere

### Romanzi
- The Contortionist's Handbook, MacAdam/Cage (2002).
- Dermaphoria, MacAdam/Cage (2005).
- Mother Howl, Angry Robot (2023).

#### Edizioni in lingua italiana
- Il manuale del contorsionista, Mondadori (2005).
- Fatto da Dio, Fanucci Editore (2013).

### Racconti
- The Fade (2005), pubblicato su craigclevenger.com.
- The Numbers Game (2009), pubblicato nell'antologia collettiva San Francisco Noir 2.
- Subcarrier (2009), pubblicato su chuckpalahniuk.net.
- Mercury (2010).
- Act of Contrition (2011), pubblicato nell'antologia collettiva Warmed and Bound: a velvet anthology.
- Obsolescence (2011), pubblicato nell'antologia collettiva In Search of a City: Los Angeles in 1,000 words.
- Drunk & DC (2012), pubblicato sulla rivista Barrelhouse.
- Chicken Wire (2013), pubblicato sulla rivista Black Clock.
- The Confession of Adelai Shade (2013), pubblicato nell'antologia collettiva The Booked Anthology.
- Vapor Trail (2014), pubblicato su The Sunday Rumpus.

## Filmografia
- Dermaphoria, regia di Ross Clarke (2014)
- Smoke and Mirrors, regia di Scott Krinsky - cortometraggio (2015)